# Tord Wetterberg
Tord Erik Wetterberg, född 24 januari 1912 i Uppsala, död 17 augusti 1986 i Horndal Avesta kommun, var en svensk  sångtextförfattare. Wetterberg var ledare för sångkören Postflickorna.